# San Rafael (Iloilo)
San Rafael (Bayan ng San Rafael) är en kommun i Filippinerna. Kommunen ligger på ön Panay, och tillhör provinsen Iloilo. Folkmängden uppgår till 12 847 invånare.
San Rafael är indelat i 9 barangayer.

## Bildgalleri

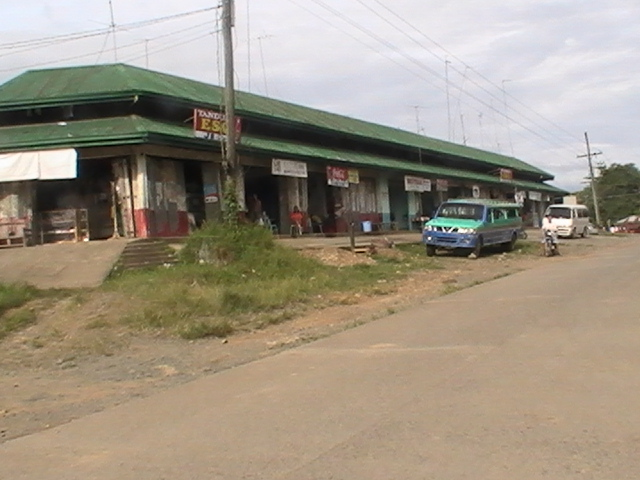
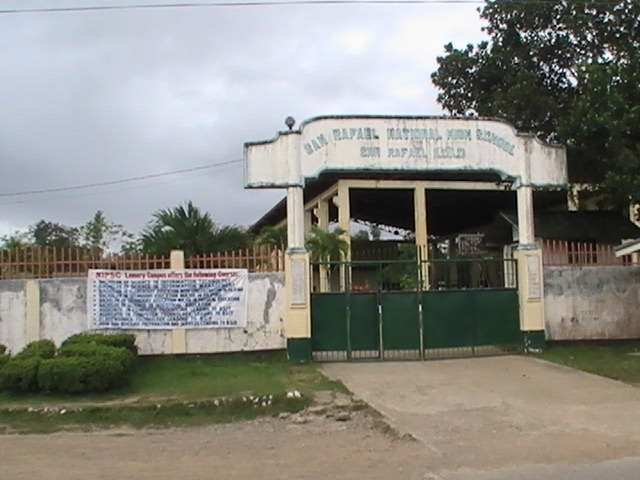